# Мислув (Люблінське воєводство)
Мислув (пол. Mysłów) — село в Польщі, у гміні Воля-Мисловська Луківського повіту Люблінського воєводства.
Населення — 399 осіб (2011).
У 1975-1998 роках село належало до Седлецького воєводства.

## Демографія
Демографічна структура станом на 31 березня 2011 року:
|          | Загалом | Допрацездатний вік | Працездатний вік | Постпрацездатний вік |
| -------- | ------- | ------------------ | ---------------- | -------------------- |
| Чоловіки | 198     | 39                 | 136              | 23                   |
| Жінки    | 201     | 48                 | 96               | 57                   |
| Разом    | 399     | 87                 | 232              | 80                   |